# Teruel (provincie)
Teruel is een provincie van Spanje en maakt deel uit van de regio Aragón. De provincie heeft een oppervlakte van 14.810 km². De provincie telde 134.259 inwoners in 2021, waarvan een vierde in de hoofdstad Teruel. De bevolkingsdichtheid bedraagt ca. 9 inw./km² en is na die van de provincie Soria de laagste van heel Spanje. De provincie is verdeeld over 236 gemeenten, waarvan de helft bestaat uit dorpen met minder dan 200 inwoners.

## Geschiedenis
In de bodem van Teruel zijn veel resten van dinosaurussen en andere prehistorische dieren gevonden. Er is een natuurhistorisch centrum Dinopolis ingericht om de vondsten te exposeren.

## Geografie
De provincie wordt gekenmerkt door een bergachtige geografie en een bijzonder droog klimaat, met temperatuurschommelingen tot 20 graden in enkele uren tijd. In de hoofdstad kunnen de temperaturen variëren van +39°C (3 juli 1994) tot −19°C (26 december 2001).

## Bestuurlijke indeling
De provincie Teruel bestaat uit 10 comarca's die op hun beurt uit gemeenten bestaan. De comarca's van Teruel zijn:
- Andorra-Sierra de Arcos
- Bajo Aragón
- Bajo Martín
- Comunidad de Teruel
- Cuencas Mineras
- Gúdar-Javalambre
- Jiloca
- Maestrazgo
- Matarraña
- Sierra de Albarracín

Zie voor de gemeenten in Teruel de lijst van gemeenten in provincie Teruel.

## Economie
De economie bestaat voornamelijk uit de teelt van graangewassen en het toerisme. Bovendien is ook de verkoop van rauwe ham belangrijk, met een eigen denominación de origen (herkomstaanduiding). In de sector van de industrie zijn de mijnbouw (steenkool, klei, kaolien) en de elektriciteitsopwekking van belang, met twee steenkoolcentrales in Andorra en Escucha. 
Teruel staat bekend om zijn schone lucht en heldere sterrenhemel, zonder lichtvervuiling. Om het "astronomische toerisme" te bevorderen is een netwerk van observatoria gebouwd. In de provincie bevinden zich eveneens twee skicentra.
Als reactie op de ontvolking van de provincie en de zwakke economische ontwikkeling werd een burgerbeweging opgericht onder de naam "Teruel Existe", die ijvert voor de heropleving van de provincie en de Staat beschuldigt van een gebrek aan investeringen op vlak van infrastructuur.

## Demografische ontwikkeling
Bron: INE
Opm: Bevolkingscijfers in duizendtallen

## Bekende Spanjaarden uit Teruel
- Luis Buñuel (cineast)